# Astragalus commagenicus
Astragalus commagenicus är en ärtväxtart som först beskrevs av Hand.Mazz., och fick sitt nu gällande namn av Sirj. Astragalus commagenicus ingår i släktet vedlar, och familjen ärtväxter. Inga underarter finns listade i Catalogue of Life.